# Helene Müller
Helene Müller (* 16. Dezember 1900 in Hopfau/Oberamt Sulz, † nicht ermittelt) war eine deutsche Schriftstellerin.

## Leben
Helene Müller war die Witwe eines Pfarrers. Sie lebte in Dettingen unter Teck. Helene Müller war Verfasserin zahlreicher, meist in protestantischen Verlagen erschienenen Erzählungen für Kinder und Jugendliche. 

## Werke
- Das neue Leben, Stuttgart 1952
- Hansjörg hat begriffen, Stuttgart 1953
- Das Kuckucksei, Stuttgart 1954
- Martins Denkspruch ändert alles, Stuttgart 1954
- Wo wirst du landen, Brigitte?, Stuttgart 1954
- Die Fahrt ins Blaue, Stuttgart 1955
- Liebe Cornelia ..., Marburg-Lahn 1955
- Liebe Evemarie ..., Marburg-Lahrn 1955
- Heinz und Heiner streiken, Stuttgart 1956
- Jürgen feiert richtig Weihnachten. Der Weihnachtsesel, Stuttgart 1957
- Hanni und Edith – ein hoffnungsloser Fall?, Stuttgart-Sillenbuch 1958
- Im Eulenhaus spukt's, Metzingen/Württ. 1958
- Ein Komplott geht schief, Stuttgart-Sillenbuch 1958
- Ein bewegter Geburtstag, Lahr-Dinglingen (Baden) 1959
- Eine entscheidende Stunde, Lahr-Dinglingen (Baden) 1959
- Die Flucht in die Freiheit, Stuttgart 1959
- Der geheimnisvolle Ruf, Metzingen/Württ. 1959
- Die mißglückte Flucht, Lahr-Dinglingen (Baden) 1959
- So geht’s nicht weiter, Bärbel, Stuttgart 1959
- Ein Bann bricht, Lahr-Dinglingen (Baden) 1960
- Barbara, benimm dich!, Stuttgart 1960
- Der gerechte Weg, Stuttgart-Sillenbuch 1960
- Gundel kommt ins Lot, Lahr-Dinglingen (Baden) 1960
- Pechvogel feiert Weihnachten, Lahr-Dinglingen (Baden) 1960
- Schäfermärtes großes Erlebnis, Stuttgart 1960
- Zwei Jungen und ein Hund, Lahr-Dinglingen (Baden) 1960
- Zweimal fünf Mark, Lahr-Dinglingen (Baden) 1960
- Die Reise zum Arlberg, Stuttgart 1961
- Zwei finden zusammen, Stuttgart 1961
- Die Abrechnung, Stuttgart 1962
- Das bessere Erbteil, Stuttgart 1962
- Die Flucht in den Wald, Stuttgart 1962
- Die seltsame Werbung, Stuttgart 1962
- Ein Fußball hüpft durchs Treppenhaus, Stuttgart 1964
- Ein Mann fällt vom Himmel, Stuttgart 1964
- Die Fahrt ins Blaue und eine weitere Erzählung, Stuttgart 1965
- Hilfe für Bruno, Stuttgart 1965
- Im Doktorhaus geht’s rund, Stuttgart 1965
- Lisbeth – die Klassennull, Metzingen/Württ. 1965
- Vier freuen sich auf Weihnachten, Stuttgart 1965
- Was der Mensch sät ..., Stuttgart 1965
- Zwei Jungen beten – Gott erhört, Metzingen/Württ. 1965
- Auf dem Fuchseckhof, Lahr-Dinglingen (Baden) 1966
- Eulenfels – Amerika und zurück, Stuttgart 1966
- Hans und Hannes, Metzingen/Württ. 1966
- Haralds größter Wunsch, Stuttgart 1966
- Juttas wunderlicher Weg, Stuttgart 1966
- Keiner schaut auf Gisela, Stuttgart 1967
- Rolfs große Mutprobe, Stuttgart 1967
- Ein Schneeball für zwei, Stuttgart 1967
- Die ungleichen Zwillinge, Lahr-Dinglingen (Baden) 1968
- Entscheidung in der Nacht, Stuttgart 1969
- Karl und die Hexe, Stuttgart 1969
- Der kleine Apostel, Metzingen (Württ.) 1969
- Aufruhr in Klasse 1, Stuttgart 1970
- Eine Klassenarbeit fällt flach, Stuttgart 1970
- Und so was heißt Angelika, Stuttgart 1970
- Es braut sich was zusammen, Stuttgart 1971
- Die gelbe Bernsteinkette, Lahr-Dinglingen (Baden) 1971
- Traude, was nun?, Stuttgart 1972
- Andrea sucht eine Freundin, Stuttgart 1973
- Kater Schnurr und Peter Murr, Stuttgart 1973
- Auf Sand gebaut, Lahr-Dinglingen (Baden) 1974
- Unwetter über Siebenstein, Stuttgart 1975
- Wirbel um ein Blatt Papier, Stuttgart 1976

| Personendaten    | Personendaten                        |
| ---------------- | ------------------------------------ |
| NAME             | Müller, Helene                       |
| KURZBESCHREIBUNG | deutsche Schriftstellerin            |
| GEBURTSDATUM     | 16. Dezember 1900                    |
| GEBURTSORT       | Hopfau                               |
| STERBEDATUM      | 20. Jahrhundert oder 21. Jahrhundert |